# St-Aignan (Arthies)

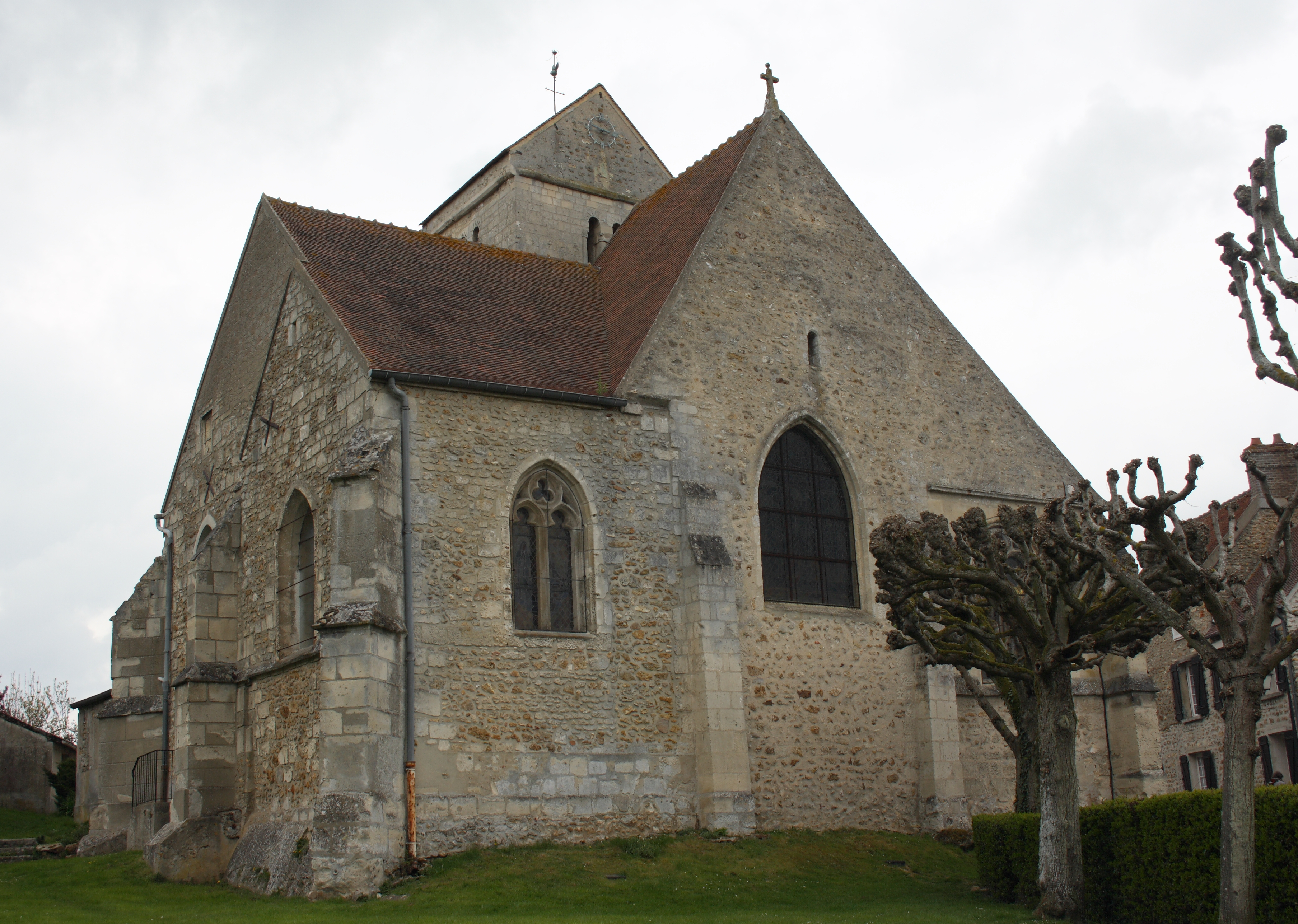
Kirche Saint-Aignan in Arthies

Die römisch-katholische Pfarrkirche St-Aignan in Arthies, einer französischen Gemeinde im Département Val-d’Oise in der Region Île-de-France, wurde ab dem 12. Jahrhundert errichtet. Das Bauwerk steht seit 1926 als Monument historique auf der Liste der Baudenkmäler in Frankreich.
Die dem heiligen Aignan von Orléans geweihte Kirche entstand Ende des 11. bzw. Anfang des 12. Jahrhunderts. Lediglich der Glockenturm und der Chor sind aus dieser Zeit erhalten. Das Kirchenschiff wurde im 16./17. Jahrhundert erneuert.

## Ausstattung

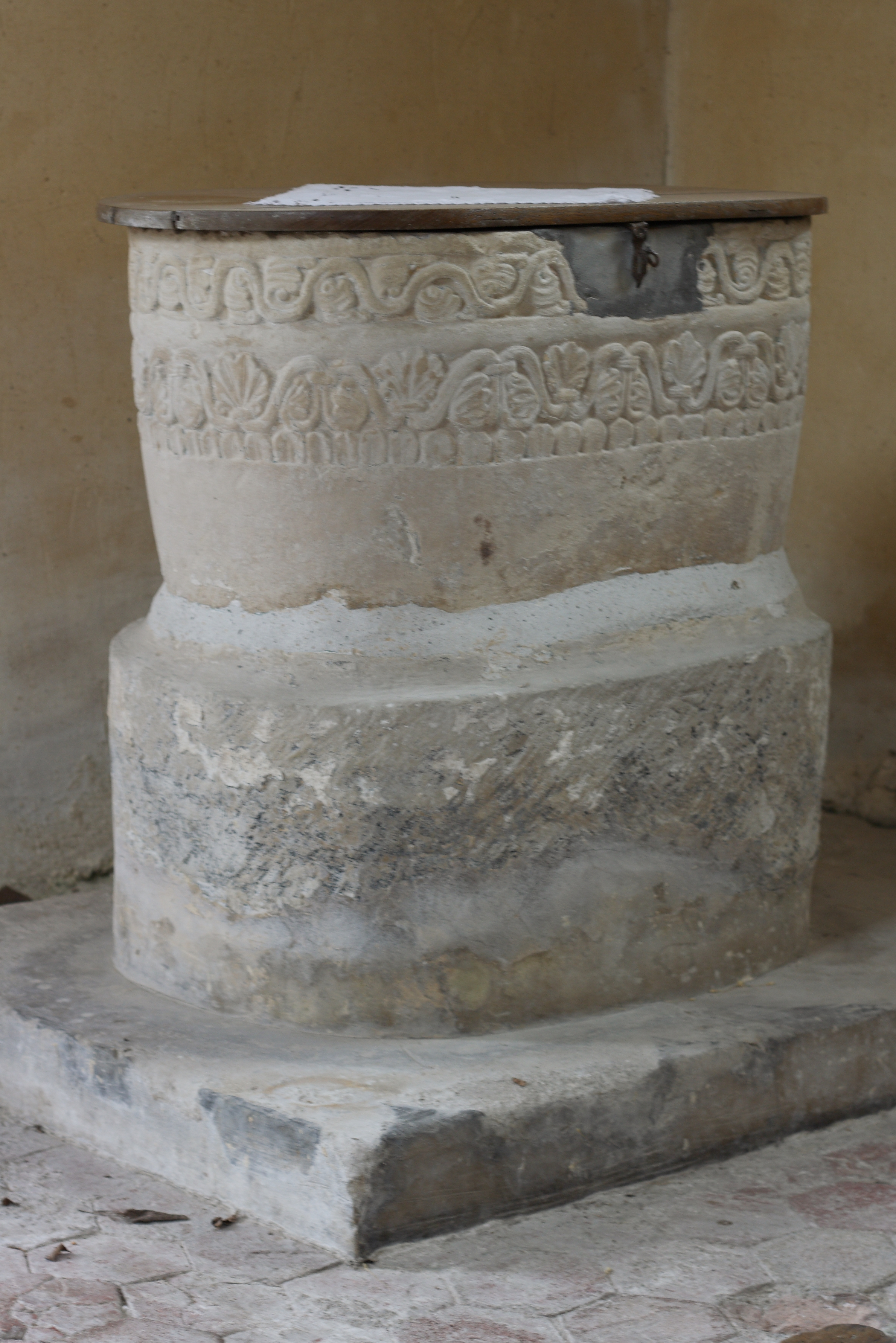
Taufbecken aus dem 11. Jahrhundert

Das romanische Taufbecken aus dem 12. Jahrhundert ist mit floralem Schmuck verziert.